# Un amore, forse due
Un amore, forse due (The Miracle)  è un film del 1991 diretto da Neil Jordan.